# Pierre Spori
Pour les articles homonymes, voir Spori.
Pierre Spori, né le 3 octobre 1923 à Le Locle et mort le 12 mars 1989 à Châtel-Saint-Denis, est un artiste peintre, céramiste et dessinateur suisse.

## Biographie
Né au Locle en 1923, Pierre Spori part s'installer sur les hauts de Lausanne, puis plus tard à Épalinges.
Considéré comme un original[réf. nécessaire], Pierre Spori avait pour habitude de passer énormément de temps dans les buffets de gare et se plaisait à dessiner les clients attablés autour de lui ; il lui arrivait aussi parfois de payer ses boissons dans les cafés et restaurants en offrant un dessin réalisé sur le vif. Peintre, dessinateur et céramiste, il réalise également des vitraux.
Ses travaux ne sont pas sans rappeler les œuvres d'Egon Schiele ou de Louis Soutter. S'il réalise de nombreux portraits, il a pour sujets de prédilection des clowns aux visages tristes et des têtes de Christ.
Il décède au foyer Saint-Joseph à Châtel-Saint-Denis, le 12 mars 1989.

## Sélection d'œuvres
- Paysage Ganade, 1963, propriété Pierre Spori, aquarelle sur papier, 27 × 37 cm
- Portrait féminin, 1964, Saint-Germain, technique mixte encre de Chine, lavis au vin rouge et gouache sur papier, 53 × 36,2 cm
- Portrait masculin, 1964, technique mixte encre de Chine, lavis au vin rouge et gouache sur papier, 51 × 39 cm
- Nu féminin, 1964, aquarelle sur papier à la cuve de fabrication italienne, 68 × 49 cm
- La Pietà, 1965, aquarelle et encre de Chine sur papier, 12 × 57 cm
- Christ, 1969, aquarelle, gouache et encre de Chine sur papier, 35 × 24,5 cm
- Christ, 1971, encre de Chine et aquarelle sur papier, 20 × 12,5 cm
- Illustrations du recueil de poèmes Mots à personne de Serge Olivier (Lausanne, 1971)
- Pietà (Lourdes), 1973, musée d'Art et d'Histoire, Fribourg
- Calice (terre cuite peinte), 1975-1980, musée d'Art et d'Histoire, Fribourg
- Paire de vitraux, 1988-1989, chapelle du foyer Saint-Joseph, Châtel-Saint-Denis

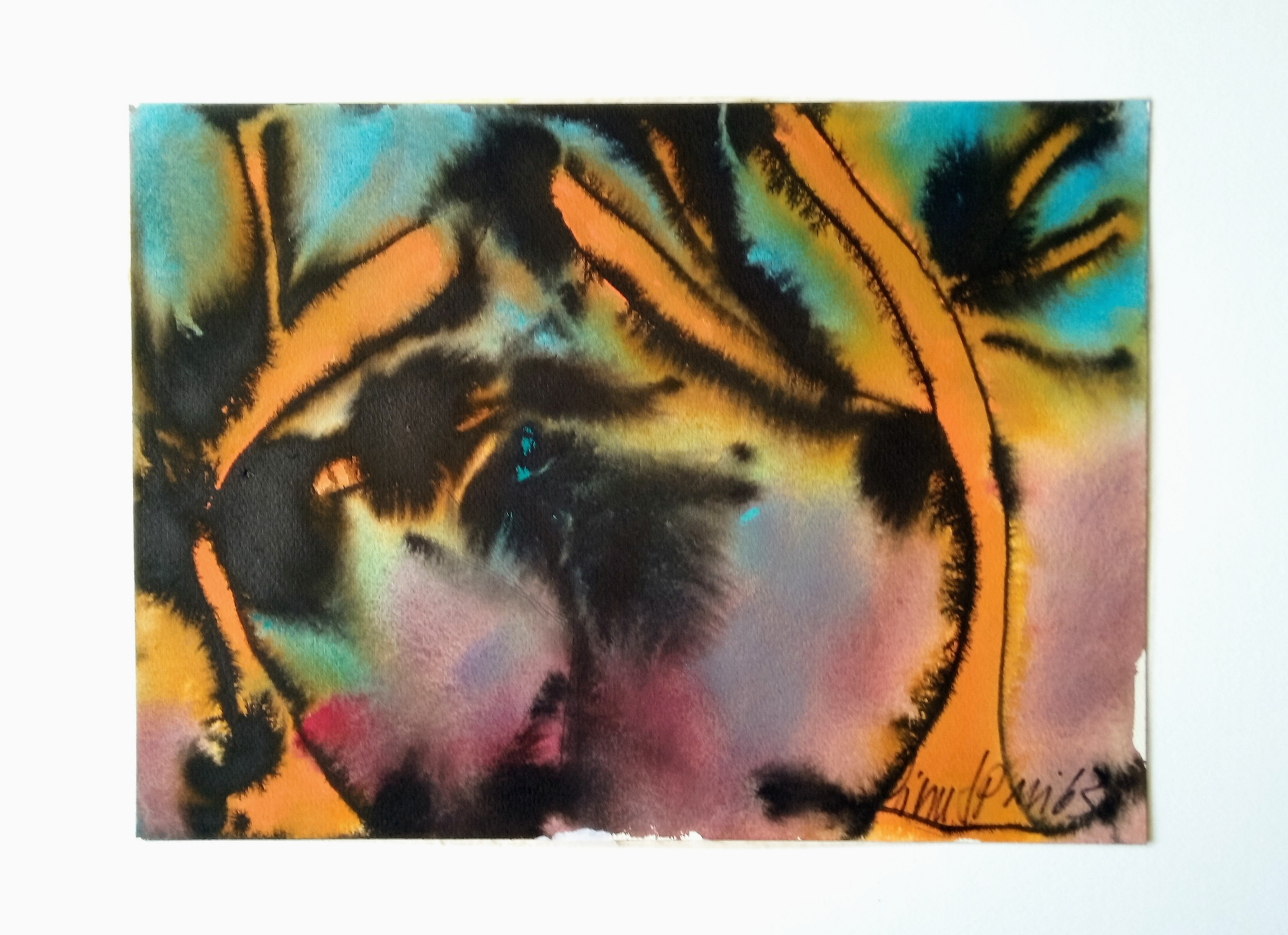
Paysage Ganade, 1963.
Portrait féminin, 1964.
Portrait masculin, 1964
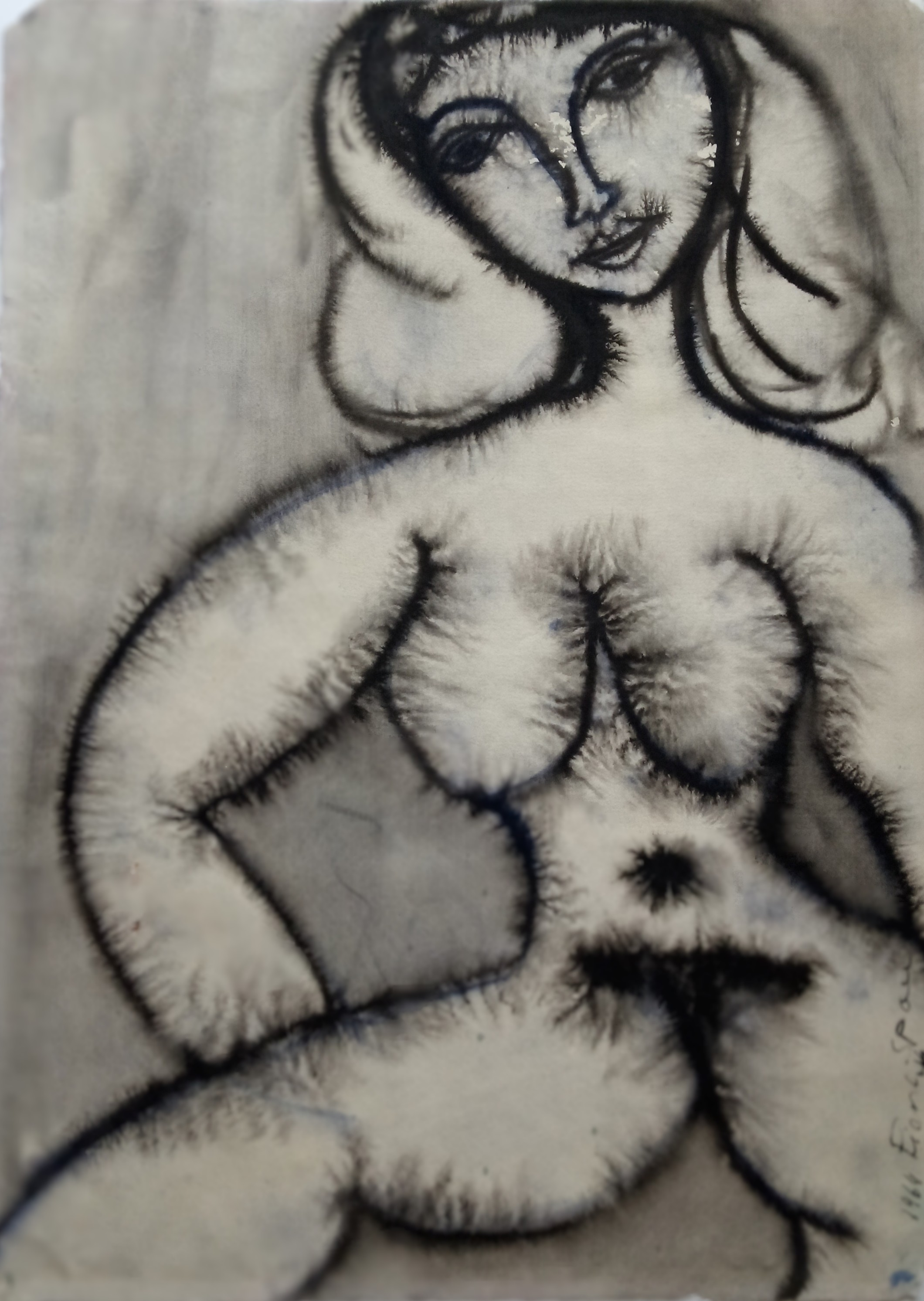
Nu féminin, 1964.
La Pietà, 1965.
Christ, 1969.
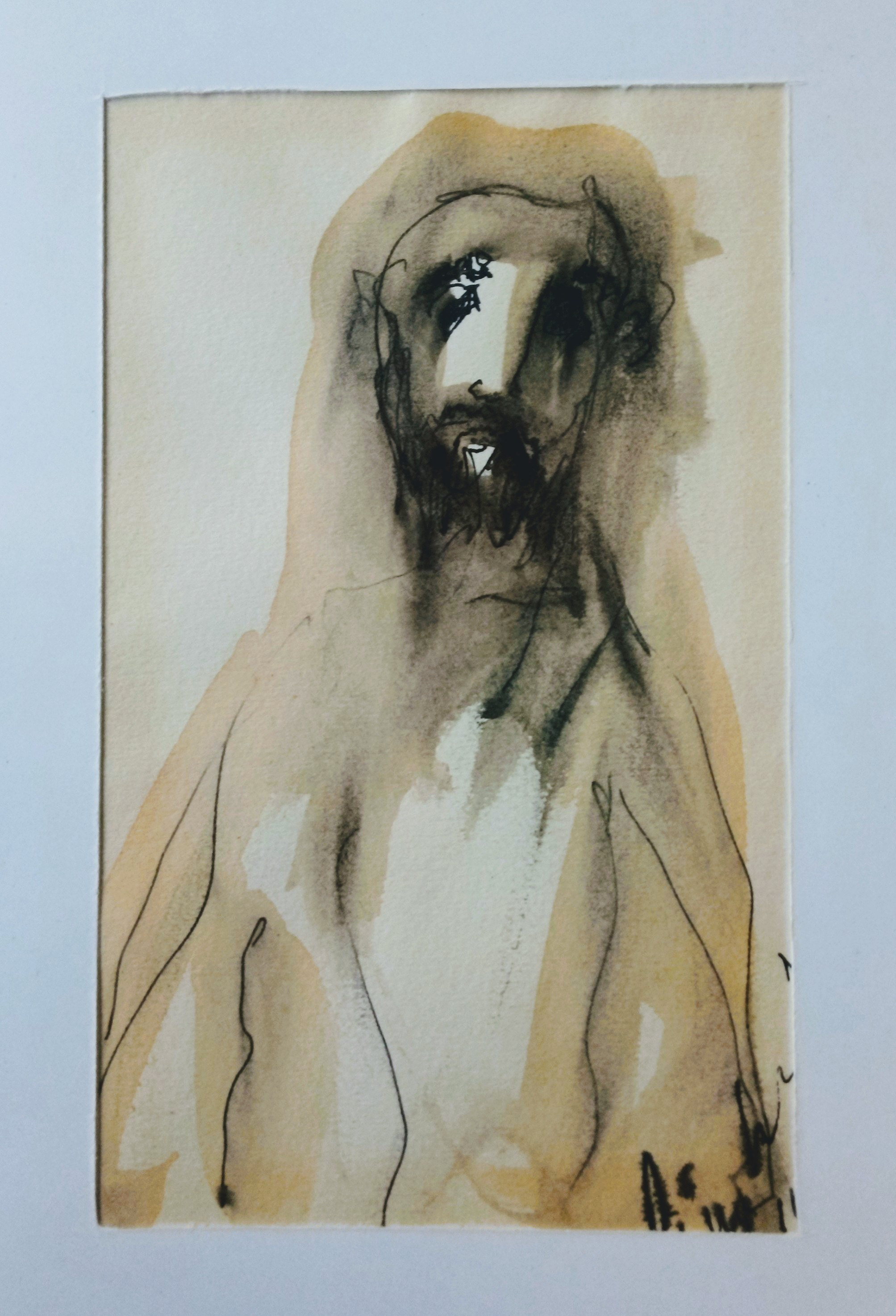
Christ, 1971.